# Canhestros
Canhestros é uma localidade portuguesa do Município de Ferreira do Alentejo que foi sede da extinta Freguesia de Canhestros, freguesia que tinha 71,92 km² de área e 444 habitantes (2011), e, por isso, uma densidade populacional de 6,2 hab./km².
A Freguesia de Canhestros foi extinta em 2013, no âmbito de uma reforma administrativa nacional, para, em conjunto com a Freguesia de Ferreira do Alentejo, formar uma nova freguesia denominada União das Freguesias de Ferreira do Alentejo e Canhestros com a sede em Ferreira do Alentejo.

## População
| 1991 | 2001 | 2011 |
| 660  | 541  | 444  |

Freguesia criada pela Lei nº 31/88, de 01 de Fevereiro, com lugares desanexados das freguesias de Figueira dos Cavaleiros e Ferreira do Alentejo

## Cultura
Em 15 de Agosto, é organizada a Festa de Santa Maria, em Canhestros.

## Património
- Açude
- Capela de Nossa Senhora de Fátima
- Ponte de estilo romano
- Calçada romana